# 키르치네르비스카차쥐
키르치네르비스카차쥐(Tympanoctomys kirchnerorum)는 데구과에 속하는 설치류의 일종이다. 붉은비스카차쥐속으로 분류되는 3종의 하나로 2014년에 처음 기재되었다. 아르헨티나 중서부 지역 추부트주의 토착종으로 파현화된 지역에서 발견된다. 자연 서식지는 사막 관목 지대와 모래 언덕 그리고 염전 지역이며, 염생 식물을 주로 먹는다. 독거 생활을 하는 야행성 동물이고, 큰 흙무더기 안에 복잡한 굴을 만든다.
학명과 통용명은 아르헨티나 대통령 크리스티나 페르난데스 데 키르치네르와 네스토르 키르치네르를 기리기 위해 지었다.